# Mystère (film, 2021)
Pour les articles homonymes, voir Mystère.
Pour plus de détails, voir Fiche technique et Distribution.
Mystère est un film d'aventure français coécrit et réalisé par Denis Imbert, sorti en 2021. Il est inspiré par une histoire vécue.

## Synopsis
Stéphane (Vincent Elbaz) et sa fille de huit ans, Victoria (Shanna Keil), mutique depuis la mort de sa maman, emménagent dans une nouvelle maison en pleines montagnes du Cantal. La petite se promène dans la forêt et y rencontre un berger (Tchéky Karyo). Ce dernier lui confie un chiot baptisé Mystère. Elle retrouve le sourire. Mais, bien plus tard, son père découvre que Mystère est un loup…

## Fiche technique
Sauf indication contraire, les informations mentionnées dans cette section peuvent être confirmées par la base de données cinématographiques Unifrance,  présente dans la section « Liens externes ».
- Titre original : Mystère
- Réalisation : Denis Imbert
- Scénario : Denis Imbert, Mathieu Oullion, Rémi Sappe, Stéphanie Vasseur
- Musique : Armand Amar
- Décors : Hérald Najar
- Costumes : Marie Credou
- Photographie : Fabrizio Fontemaggi
- Son : Utku Insel et Damien Aubry
- Montage : Valérie Deseine et Vincent Zuffranieri
- Production : Clément Miserez et Matthieu Warter
- Société de production : Radar Films, Solar Entertainment et Gaumont
- Sociétés de distribution : Gaumont (France) ; Athena Films  (Belgique), Impuls Pictures (Suisse)
- Pays de production :  France
- Langue originale : français
- Genre : aventure
- Durée : 83 minutes
- Dates de sortie :
  - France : 23 octobre 2021 (Festival du cinéma méditerranéen de Montpellier 2021)[2] ; 15 décembre 2021 (sortie nationale)
  - Suisse romande : 15 décembre 2021

## Distribution
- Vincent Elbaz : Stéphane
- Shanna Keil : Victoria
- Marie Gillain : Anna
- Éric Elmosnino : Thierry
- Tchéky Karyo : Bruno
- Éric Savin : Jean-Paul
- Romain Lancry : M. Darmet
- Vincent Deniard : Brice

## Production

### Tournage
Le tournage a lieu au village du Falgoux, le puy Mary, et dans la vallée du Mars en Cantal,, en août 2019 pendant huit jours,. La maison de Stéphane et de Victoria est située « à l’écart du village du Falgoux et de la route qui mène au col de Luchard ».

### Musique
Armand Amar compose la musique du film.

## Box-office
| Pays ou région    | Box-office      | Date d'arrêt du box-office | Nombre de semaines |
| ----------------- | --------------- | -------------------------- | ------------------ |
| France            | 463 427 entrées | -                          | -                  |
| Monde hors France | 348 058 entrées | -                          | -                  |
| Total mondial     | 811 485 entrées | -                          | -                  |

### Documentation
- Dossier de presse Mystère
- Jean-François Julien, « (Entretien) Natif de Limoges, Denis Imbert présente Mystère en avant-première aux Rencontres cinématographiques », Le Populaire,‎ 3 octobre 2019 (lire en ligne)